# Hanjin Pennsylvania
Die Hanjin Pennsylvania war ein Panamax-Containerschiff, das im November 2002 im Indischen Ozean in Brand geriet.

## Allgemeines
Das Schiff wurde unter der Baunummer 092 von Hanjin Heavy Industries & Construction in Südkorea gebaut und im März 2002 fertiggestellt und abgeliefert. Es wurde im April 2002 in Hamburg getauft. Taufpatin war Gisela Runde, die Frau des ehemaligen Ersten Bürgermeisters der Freien und Hansestadt Hamburg, Ortwin Runde. Finanziert wurde der Bau, der 44,7 Mio. US-Dollar gekostet hatte, durch einen Schiffsfonds des Dr. Peters Emissionshauses. Bereedert wurde das Schiff, das an Hanjin Shipping verchartert war, von der F. Laeisz Schiffahrtsgesellschaft.
Das Schiff war eines von fünf baugleichen Schiffen, die 2001 und 2002 von Hanjin Heavy Industries & Construction für die Reederei F. Laeisz gebaut wurden. Es wurde unter der Flagge Liberias mit Heimathafen Monrovia betrieben.

## Technische Daten und Ausstattung
Das Schiff wurde von einem Neunzylinder-Zweitakt-Dieselmotor mit 41.040 kW Leistung angetrieben. Der Motor, ein MAN B&W 9K90MC-C, der von Hyundai Heavy Industries in Lizenz gebaut worden war, wirkte auf einen Festpropeller. Das Schiff erreichte damit eine Geschwindigkeit von rund 24 Knoten. Im Bug des Schiffes befand sich eine Querstrahlsteueranlage mit 1.850 kW Leistung.
Für die Stromversorgung standen insgesamt fünf Generatoren zur Verfügung. Zwei der Generatoren verfügten über 2.488 kVA Scheinleistung und zwei über 2.125 kVA Scheinleistung. Der fünfte Generator fungierte als Notgenerator. Er verfügte über 213 kVA Scheinleistung.
Das Schiff verfügte über sieben Laderäume sowie zusätzliche Stellplätze an Deck hinter den Decksaufbauten. Die Decksaufbauten befanden sich im hinteren Drittel des Schiffes. Vor den Decksaufbauten befanden sich die Laderäume 1 bis 6 mit insgesamt 13 Containerbays, hinter den Decksaufbauten der Laderaum 7 mit zwei Containerbays sowie weitere zwei Containerbays an Deck.
Die Containerkapazität des Schiffes wurde mit 4.389 TEU angegeben. Bei homogenen Beladung mit 14 Tonnen schweren Containern betrug die Kapazität 3.051 TEU. Für Kühlcontainer standen 400 Anschlüsse zur Verfügung.
Nach der Reparatur des Schiffes wurde es mit einer Containerkapazität von 4.369 TEU beschrieben. 1.997 TEU fanden im Raum, 2.372 an Deck Platz. Für 40-Fuß-Container waren 977 Stellplätze unter Deck und 1.087 an Deck vorhanden.

## Brand im November 2002
Am 11. November 2002 kam es morgens im Bereich der auf Luke 4 gestauten Containern zu einer Explosion mit anschließendem Brand. Das Schiff fuhr in Charter für Hanjin Shipping und befand sich zu dieser Zeit mit 21 Besatzungsmitgliedern an Bord im Indischen Ozean südlich von Dondra Head in Sri Lanka auf dem Weg von Fernost nach Europa. Bei dem Unglück kam ein Besatzungsmitglied ums Leben, das seinen schweren Brandverletzungen erlag. Ein weiteres Besatzungsmitglied wurde vermisst. Die Suche nach ihm wurde später eingestellt. Durch die Explosion waren mehrere Container über Bord gegangen.
Das Feuer konnte mit Bordmitteln nicht erfolgreich bekämpft werden. Die Besatzung verließ das Schiff am 12. November, da sich das Feuer in die Nähe von Container, in denen Gefahrgut verladen war, ausgebreitet hatte. Das niederländische Bergungsunternehmen Wijsmuller Salvage wurde mit der Brandbekämpfung und Bergung des Schiffes beauftragt.
Das Feuer griff im Verlauf auch auf Container auf Luke 6 direkt vor den Decksaufbauten über. Hier kam es am 15. November zu einer Explosion unter Deck, wobei weitere Container über Bord gingen. Die Pontondeckel, welche die Luke abdeckten, wurden schwer beschädigt und gingen teilweise ebenfalls über Bord. Ebenso wurden die Decksaufbauten mit der Brücke sowie der Maschinenraum schwer beschädigt. Eine weitere Explosion ereignete sich am 18. November.
Am 25. November wurde gemeldet, dass sich das Feuer an Bord unter Kontrolle befände und das Schiff in Schlepp genommen werden konnte. Neben den Schäden im Bereich der Luken 4 und 6 waren auch Container auf Luke 3 und 5 durch Feuereinwirkungen sowie durch die Löscharbeiten beschädigt worden. Insgesamt ging etwa die Hälfte der Ladung an Bord verloren.
Mitte Dezember wurde das Schiff nach Singapur geschleppt, wo es am 4. Januar 2003 ankam. Dort wurden die unbeschädigten oder nur leicht beschädigten Container gelöscht. Das Schiff wurde am 8. Februar zum Totalverlust erklärt und schließlich über ein Unternehmen in Singapur an chinesische Abbrecher verkauft.
Die Ursachen für die Explosionen an Bord des Schiffes wurden offiziell nicht bestätigt. Als Auslöser für die erste Explosion auf Luke 4 wurde u. a. Calciumhypochlorit in falsch oder nicht deklarierten Containern angenommen. Für die Explosion im Laderaum 6 wurden u. a. Feuerwerkskörper als Ursache angenommen. Laut Ladungsmanifest befanden sich Container mit Feuerwerkskörpern an Bord, die jedoch auf Luke 1, 2 und 3 gestaut waren, so dass für die Explosion im Laderaum 6 eine explosive Atmosphäre verantwortlich gewesen sein könnte. Für die auf Fotos des brennenden Schiffes zu sehenden Leuchterscheinungen, die an Feuerwerk erinnern, könnte Magnesium verantwortlich gewesen sein.

## Verbleib des Schiffes
Mitte Juni 2003 wurde das Schiff nach Shanghai geschleppt. Dort wurde es jedoch nicht abgebrochen, sondern, nachdem es an das britische Unternehmen Zodiac Maritime Agencies weiterverkauft worden war, aufwendig instand gesetzt.
Das Schiff wurde von der Klassifikationsgesellschaft Lloyd’s Register neu klassifiziert und kam erneut unter der Flagge Liberias in Fahrt (Rufzeichen: A8DV2). Das Schiff fuhr zunächst als Norasia Bellatrix. in Charter von CSAV-Norasia und später als MSC Bellatrix in Charter von MSC.
2016 wurde das Schiff als Bella zum Abbruch nach Bangladesh verkauft.